# Fred Sowerby
Frederick Oliver Newgent „Fred” Sowerby (ur. 11 grudnia 1948 w Plymouth na Montserrat) – lekkoatleta, pochodzący z Antigui i Barbudy, specjalizujący się w biegach sprinterskich.
Reprezentował swój kraj na igrzyskach olimpijskich  w 1976 w Montrealu, gdzie odpadł w ćwierćfinale biegu na 400 metrów i eliminacjach sztafety 4 × 400 metrów. Był chorążym reprezentacji Antigui i Barbudy podczas ceremonii otwarcia tych igrzysk. 
Biegnąc w składzie reprezentacji Ameryk zajął 3. miejsce w sztafecie 4 × 400 metrów w zawodach pucharu świata w 1977 w Düsseldorfie.
Był halowym mistrzem Stanów Zjednoczonych w biegu na 600 jardów w 1976, 1977 i 1983.